# Alysia frigida
Alysia frigida är en stekelart som beskrevs av Alexander Henry Haliday 1838. Alysia frigida ingår i släktet Alysia och familjen bracksteklar. Arten är reproducerande i Sverige. Inga underarter finns listade i Catalogue of Life.